# Dampierre-sur-Salon
Dampierre-sur-Salon település Franciaországban, Haute-Saône megyében. Lakosainak száma 1248 fő (2022. január 1.). Dampierre-sur-Salon Fouvent-Saint-Andoche, Autet, Delain, Denèvre, Roche-et-Raucourt, Vaite és Vereux községekkel határos.

## Népesség
A település népességének változása:
| Lakosok száma | 1294 | 1281 | 1309 | 1263 | 1252 | 1240 | 1234 | 1242 | 1248 |
|               | 2013 | 2015 | 2016 | 2017 | 2018 | 2019 | 2020 | 2021 | 2022 |